# يوسي يونا

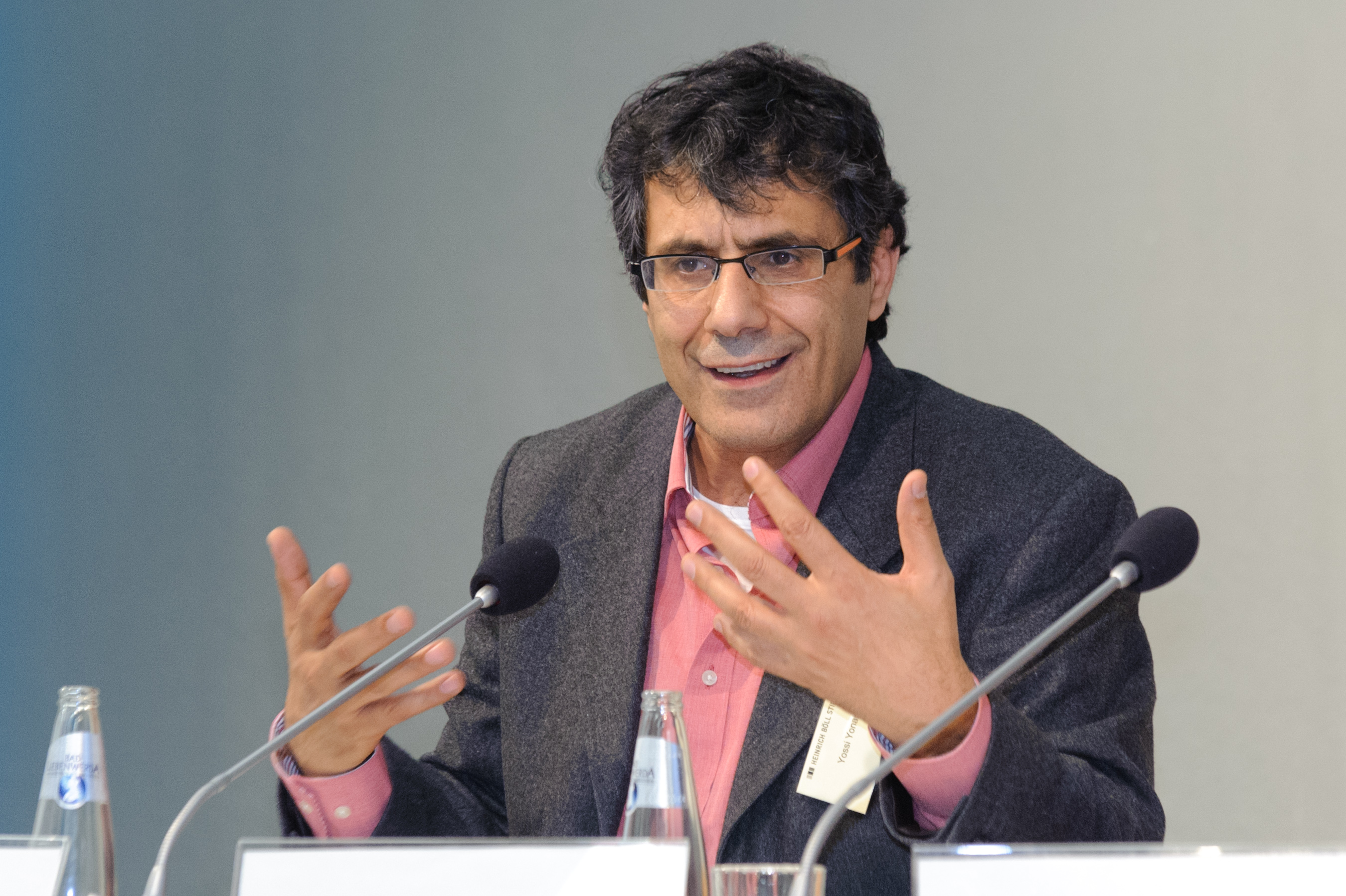
يوسي يونا.

يوسف «يوسي» يونا (بالعبرية: יוסף "יוסי" יונה، من مواليد 8 يونيو 1953) سياسي وأكاديمي إسرائيلي.